# Karol Nowakowski
Karol Nowakowski fue un deportista polaco que compitió en remo. Ganó una medalla de plata en el Campeonato Europeo de Remo de 1931, en la prueba de cuatro sin timonel.

## Palmarés internacional
| Campeonato Europeo | Campeonato Europeo | Campeonato Europeo | Campeonato Europeo |
| Año                | Lugar              | Medalla            | Prueba             |
| ------------------ | ------------------ | ------------------ | ------------------ |
| 1931               | París (Francia)    | Medalla de plata   | Cuatro sin timonel |